# 5.ª circunscripción senatorial de Chile
La 5.ª circunscripción senatorial de Chile es una de las dieciséis entidades electorales de este tipo que conforman la República de Chile. Su territorio comprende la totalidad de las comunas de la Región de Coquimbo, ubicada geográficamente en el norte chico chileno. Fue creada en 2015 por medio de la ley 20.840, a partir de la antigua 4.ª circunscripción senatorial. Con una población que, según el censo del año 2017, alcanza los 757.586 habitantes, elige tres de los cincuenta senadores que integran el Senado de Chile.

## Representación
A abril de 2023, la circunscripción senatorial 5 de Chile es representada por los siguientes senadores para el periodo 2022-2030:
| Periodo | Senador | Senador                                 | Senador                    | Senador | Senador                               | Senador    | Senador | Senador                                   | Senador                       | Mandato                                       |
| Periodo | Nombre  | Nombre                                  | Partido                    | Nombre  | Nombre                                | Partido    | Nombre  | Nombre                                    | Partido                       | Mandato                                       |
| ------- | ------- | --------------------------------------- | -------------------------- | ------- | ------------------------------------- | ---------- | ------- | ----------------------------------------- | ----------------------------- | --------------------------------------------- |
| LVI     |         | Daniel Núñez Arancibia (Santiago, 1971) | Partido Comunista de Chile |         | Matías Walker Prieto (Santiago, 1973) | Demócratas |         | Sergio Gahona Salazar (Antofagasta, 1965) | Unión Demócrata Independiente | 11 de marzo de 2022 - Actualmente en el cargo |

## Historia electoral

### Elecciones parlamentarias de 2021
| Pacto                               | Pacto                       | Candidato/a                     | Candidato/a                         | Partido                     | Votos                       | %       | Resultado |        |
| ----------------------------------- | --------------------------- | ------------------------------- | ----------------------------------- | --------------------------- | --------------------------- | ------- | --------- | ------ |
|                                     | AA. Chile Vamos             |                                 | Sergio Gahona Salazar               | UDI                         | 25 751                      | 10.57   | Senador   |        |
|                                     | AA. Chile Vamos             | Alejandra Valdovinos Jofré      | UDI                                 | 11 242                      | 4.61                        |         |           |        |
|                                     | AA. Chile Vamos             | Pedro Velásquez Seguel          | IND-PRI                             | 14 382                      | 5.90                        |         |           |        |
|                                     | AA. Chile Vamos             | Giannina Teresa González Michea | RN                                  | 14 908                      | 6.12                        |         |           |        |
|                                     | AB. Partido de la Gente     |                                 | Eileen Patricia Urqueta Rojas       | PDG                         | 17 961                      | 7.37    |           |        |
|                                     | AB. Partido de la Gente     | Cristián Andrés Astorga Cortés  | PDG                                 | 13 600                      | 5.58                        |         |           |        |
|                                     | AH. Nuevo Pacto Social      |                                 | Matías Walker Prieto                | PDC                         | 26 186                      | 10.75   | Senador   |        |
|                                     | AH. Nuevo Pacto Social      | Adriana Muñoz D'Albora          | PPD                                 | 18 852                      | 7.74                        |         |           |        |
|                                     | AN. Dignidad Ahora          |                                 | Caterina Teresa Simoncelli Fracchia | IND-PI                      | 4 688                       | 1.92    |           |        |
|                                     | AN. Dignidad Ahora          | Esteban Vilchez Celis           | IND-PI                              | 2 195                       | 0.90                        |         |           |        |
|                                     | AR. Apruebo Dignidad        |                                 | Daniel Núñez Arancibia              | PCCh                        | 39 414                      | 16.18   | Senador   |        |
|                                     | AR. Apruebo Dignidad        | Marcelo Eduardo Díaz Díaz       | IND-CS                              | 33 033                      | 13.56                       |         |           |        |
|                                     | AR. Apruebo Dignidad        | Jeannette Medina Araya          | IND-FREVS                           | 7 941                       | 3.26                        |         |           |        |
|                                     | AR. Apruebo Dignidad        | Edio Eduardo Cortés Lara        | COM                                 | 1 539                       | 0.63                        |         |           |        |
|                                     | AW. Independientes Unidos   |                                 | Sergio Arnoldo Rojas Tapia          | IND-CU                      | 11 939                      | 4.90    |           |        |
| Votos válidamente emitidos          | Votos válidamente emitidos  | Votos válidamente emitidos      | Votos válidamente emitidos          | Votos válidamente emitidos  | Votos válidamente emitidos  | 243 631 | 91.24     | 91.24  |
| Votos nulos                         | Votos nulos                 | Votos nulos                     | Votos nulos                         | Votos nulos                 | Votos nulos                 | 11 580  | 4.34      | 4.34   |
| Votos en blanco                     | Votos en blanco             | Votos en blanco                 | Votos en blanco                     | Votos en blanco             | Votos en blanco             | 11 818  | 4.43      | 4.43   |
| Total de sufragios emitidos         | Total de sufragios emitidos | Total de sufragios emitidos     | Total de sufragios emitidos         | Total de sufragios emitidos | Total de sufragios emitidos | 267 029 | 100.00    | 100.00 |
| Fuente: Servicio Electoral de Chile |                             |                                 |                                     |                             |                             |         |           |        |